# FCSR Haguenau
Câu lạc bộ bóng đá Thể thao Réunis Haguenau là một đội bóng đá Pháp được thành lập vào năm 1987 do sự hợp nhất của FC Haguenau 1900 và Sports Réunis Haguenau 1920. Họ có trụ sở tại Haguenau, Alsace, Pháp. Họ chơi tại sân vận động thể thao Parc des Sports ở Haguenau, có sức chứa 5.000 người.